# Zitadelle der Hồ-Dynastie
Die Zitadelle der Hồ-Dynastie (vietnamesisch Thành nhà Hồ) ist ein bedeutendes Nationaldenkmal in Vietnam in der Provinz Thanh Hóa. Der Zentralbereich der Zitadelle wurde 2011 zum UNESCO-Weltkulturerbe erklärt.
Die Zitadelle entstand im späten 14. Jahrhundert und spiegelt die Blütezeit des Neokonfuzianismus in Vietnam wider, als diese Philosophie sich in Ostasien ausbreitete und einen maßgeblichen Einfluss auf die Regierungsführung der Region ausübte.

## Lage und Beschreibung
Die Zitadelle der Ho-Dynastie liegt in einer malerischen Umgebung zwischen den Flüssen Ma und Buoi, umgeben von Kalksteinbergen und Seen. Sie liegt strategisch günstig auf einer Achse, die die Berge Tuong Son im Nordwesten mit dem Berg Don Son im Südosten verbindet, die jedoch nicht die höchsten Berge in der Umgebung sind. Der Standort wurde sorgfältig nach den Prinzipien des Feng Shui ausgewählt, um eine harmonische Beziehung zur Umgebung herzustellen. Zur Pufferzone gehören auch Seen, Höhlen und legendarische Orte sowie zahlreiche ländliche Siedlungen, die eng mit der Zeit der Ho-Dynastie verknüpft sind.

## Geschichte
Die Zitadelle der Ho-Dynastie wurde Ende des 14. Jahrhunderts in einer Zeit der Krise des Dai-Viet-Staates errichtet. Ho Quy Ly, ein Verwandter des Königs mütterlicherseits, wurde 1395 zum Ersten Minister ernannt und führte eine Reihe von Reformen durch, um die Situation zu verbessern. Dazu gehörten unter anderem die Einschränkung buddhistischer und taoistischer Einflüsse, die Ausweitung des Konfuzianismus und die Stärkung der Streitkräfte. Gleichzeitig verlegte er die Hauptstadt von Thang Long in seine Heimatregion Thanh Hoa und gründete dort 1397 die Zitadelle.
Die Zitadelle diente als Hauptstadt der Trần-Dynastie von 1398 bis 1399 und der Ho-Dynastie von 1400 bis 1407. Nach der Eroberung durch die chinesische Ming-Armee 1407 und der späteren Rückeroberung durch die aufständischen Truppen von Lam Son 1427 wurde die Zitadelle weiterhin genutzt und entwickelte sich zu einem politischen Zentrum.

## Beschreibung

### Innere Zitadelle
Die 1397 erbaute innere Zitadelle ist eine quadratische, von Steinmauern umgebene Anlage mit einer Seitenlänge von etwa 880 Metern, die in Nordwest-Südost-Richtung ausgerichtet ist. Sie besitzt tonnengewölbte Steintore in der Mitte jeder Seite und Reste eines umlaufenden Grabens. Die Mauern der Zitadelle bestehen aus großen Kalksteinblöcken, die aus den umliegenden Bergen gebrochen wurden. Im Inneren der Zitadelle befanden sich Paläste, Tempel und Altäre, die die kulturelle und politische Macht der Ho-Dynastie widerspiegelten.

### La-Thanh-Außenwall

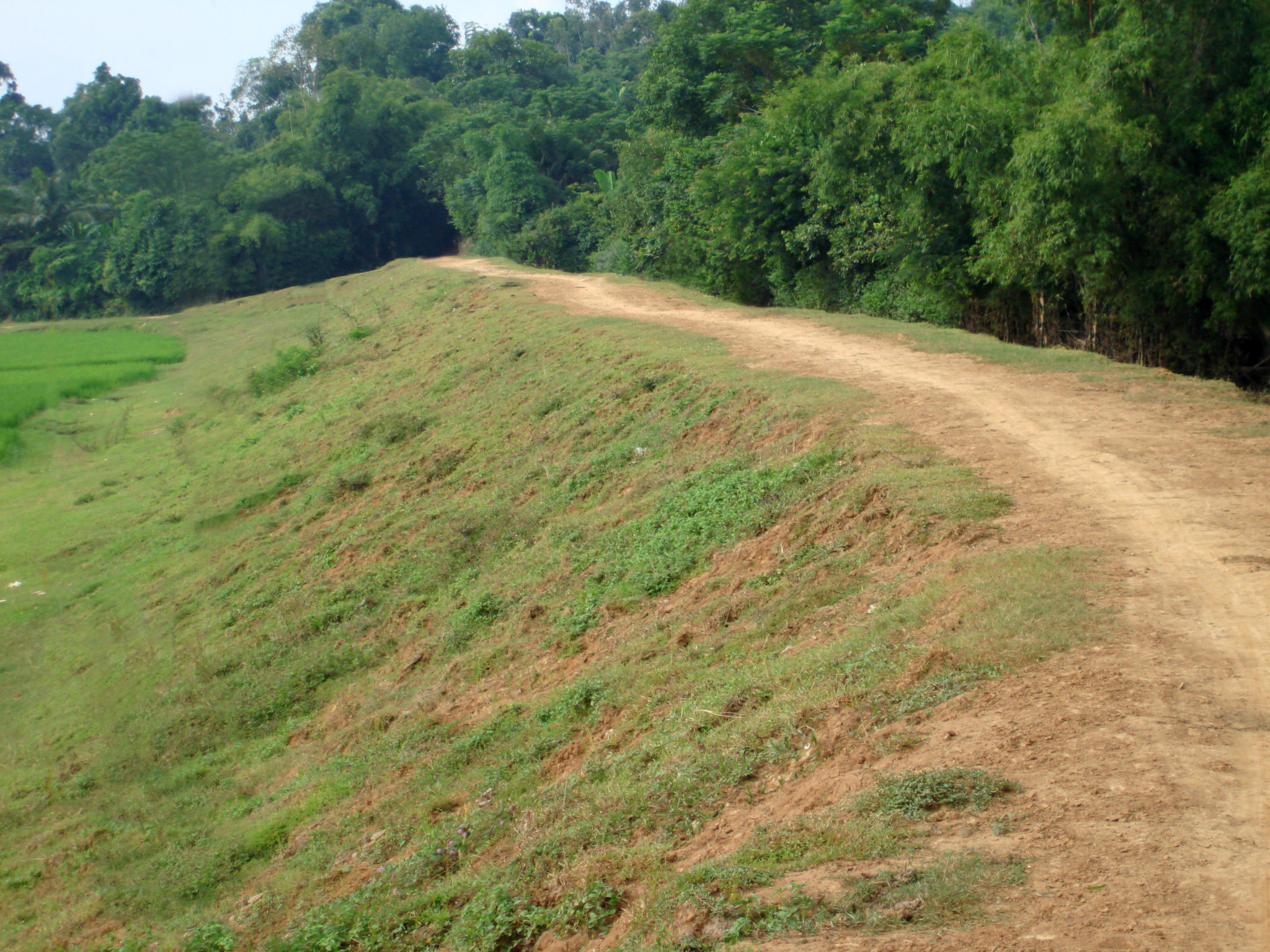
La-Thanh-Außenwall

Der La-Thanh-Außenwall ist ein ca. 10 km langer Erdwall, der die Zitadelle in einer Entfernung von ein bis drei Kilometern umgibt. Er wurde 1399 aus verdichteter Erde errichtet, um natürliche Hügel und Erhebungen der Umgebung zu verbinden und so einen durchgängigen Schutzwall zu schaffen.

### Nam-Giao-Altar
Der Altar von Nam Giao, 1402 erbaut, befindet sich auf einer hohen Terrasse zwischen den beiden Gipfeln des Berges Don Son. Er diente als Ort für himmlische Anbetungsrituale.